# Apanteles tricoloripes
Apanteles tricoloripes är en stekelart som beskrevs av Granger 1949. Apanteles tricoloripes ingår i släktet Apanteles och familjen bracksteklar. Inga underarter finns listade i Catalogue of Life.